# (32872) 1993 FM36
1993 FM36 (asteroide 32872) é um asteroide da cintura principal. Possui uma excentricidade de 0.07491040 e uma inclinação de 3.57577º.
Este asteroide foi descoberto no dia 19 de março de 1993 por UESAC em La Silla.